# JSTOR
A JSTOR (kiejtése: dʒeɪstɔːr, a Journal Storage rövidítése) digitális könyvtár, amelyet 1995-ben alapítottak New Yorkban. Kezdetben csak az akadémiai folyóiratok digitalizálását végezte, ma viszont már könyvek, bölcsészet- és társadalomtudományi kiadványok, illetve más elsődleges források megőrzésével is foglalkozik.
2015-ben bevétele nyolcvanhatmillió dollár volt.

## Fordítás
- Ez a szócikk részben vagy egészben  a   JSTOR című angol Wikipédia-szócikk ezen változatának fordításán alapul.  Az eredeti cikk szerkesztőit annak laptörténete sorolja fel. Ez a jelzés csupán a megfogalmazás eredetét és a szerzői jogokat jelzi, nem szolgál a cikkben szereplő információk forrásmegjelöléseként.